# Surfin' Bichos
Surfin' Bichos es un grupo español de indie rock formado en 1988 en la ciudad española de Albacete.
La banda estuvo integrada por Fernando Alfaro (voz y guitarra eléctrica), Joaquín Pascual (guitarra y teclados), José María Ponce (bajo eléctrico) y Carlos Cuevas (batería). Posteriormente se incorporarían Isabel León (teclados y coros) y José Manuel Mora (bajo), que sustituyó a José María Ponce.
Está considerado el grupo de transición entre la música de los años 80 y la de los grupos de la explosión indie de principios y mediados de la década de 1990, siendo el grupo de referencia para muchos de ellos. 
La personalidad de Surfin' Bichos estuvo condicionada por la de su líder, Fernando Alfaro y la sus descarnadas y catárticas letras. En ellas se daban cita la angustia vital, los impulsos más primarios y unas dolorosas y cínicas alusiones al cristianismo hechas mediante metáforas inspiradas en textos bíblicos.
Sus influencias musicales fueron variadas y contribuyeron a forjar el reconocible sonido del grupo. Su música estuvo muy alejada de los grupos españoles de los 80 y en ella se puede rastrear la huella de The Velvet Underground, Violent Femmes o Nick Cave, siendo también pioneros en España al incorporar en su música ecos de grupos como Sonic Youth o Pixies. Pese a estas influencias algunas canciones evidenciaban también su gusto por un rock más crudo, que les emparentaba con otros grupos españoles coetáneos como Los Enemigos.

## Biografía
La prehistoria del grupo se remonta a 1986, cuando Fernando Alfaro y su primo José María Ponce, por entonces en un grupo punk llamado Cortejo fúnebre, comenzaron a ensayar con algunas canciones que Alfaro tenía escritas desde hacía tiempo. En 1988, aún sin el nombre definitivo del grupo, pero ya con Joaquín Pascual y Carlos Cuevas incorporados, grabaron dos maquetas bajo el nombre de Los bichos y Surfin' Jesus respectivamente, con las que se dieron a conocer en el concurso Villa de Madrid.
En el concurso solo alcanzaron la tercera posición, pero su participación les posibilitó grabar una nueva maqueta en Radio 3, ya bajo el nombre definitivo de Surfin' Bichos que titularon La primera cebolla sónica. En esta grabación, aunque de una manera primitiva y sin pulir, ya estaban presentes los elementos que definirían la trayectoria del grupo: rock visceral, referencias a pasajes bíblicos e introspección desgarrada.
La promoción de esta primera grabación en Radio 3 daría lugar a la firma de su primer contrato discográfico con La Fábrica Magnética de Servando Carballar, donde editaron su primer EP titulado Gente abollada. Este primer EP constaba de cuatro temas contenidos en su primera maqueta y vueltos a grabar para la ocasión, entre las que destaca la emblemática canción que le dio título. Tras la publicación de su EP de debut, se incorporaría como miembro titular Joaquín Pascual, quien hasta entonces había colaborado en la grabación de sus maquetas.
El primer álbum del grupo, La luz en tus entrañas, sería una colección de canciones rock directas y vitales en las que sobresalían las personales y dramáticas letras de Alfaro. A pesar de que los arreglos de viento no se adaptaban bien a sus canciones y de que el grupo no quedó satisfecho del todo con la producción de Mario Gil, el disco sería un pequeño anticipo no solo del típico sonido Surfin' Bichos, sino del indie rock español que en pocos años viviría su apogeo.
En 1991 saldría a la venta su siguiente trabajo, Fotógrafo del cielo, editado en la multinacional RCA a través de su subsello Virus. El disco cuenta con un sonido más cuidado y refinado que el anterior, gracias a que el grupo comenzó a involucrarse en la producción, que corrió a cargo de José Luis Macías. Comenzarían a aparecer las primeras baladas en las que miraban de frente a The Velvet Underground, atemperando la urgencia rock aunque conservando la misma visceralidad en las letras. Prueba de ello son las melódicas Dulce mal trago, Sonidos o Mi refugio, que se alternaban con la electricidad de ¿Qué clase de animal? o Escocido.
Hermanos carnales fue grabado en Lincolnshire, Inglaterra y editado en 1992 después de que el bajista José María Ponce fuese apartado del grupo y se incorporaran Isabel León y José Manuel Mora, aunque todavía fuera de la formación titular. Concebido en principio como álbum doble, el disco supuso un gran paso en su sonido, que comenzó a abrirse a otras influencias como la bossa nova, o la de los REM de la época. Himnos como Mi hermano carnal o Fuerte y medios tiempos como Humo azul, La estación de las lluvias o Abrazo en un terremoto convirtieron el álbum en el más recordado del grupo. 
El disco no consiguió vender todo lo que se esperaba pese a que estuvo muy promocionado por RCA, con Fuerte sonando en las principales radiofórmulas, y a que era el grupo más respetado entre la crítica musical española, con defensores entusiastas en Radio 3 y Rockdelux. Esta buena fama en ciertos círculos se vio confirmada cuando fueron elegidos como teloneros de la gira española de Nirvana en pleno auge mundial de Nevermind, propiciando comparaciones como la que se hizo en el número de julio de 1992 de Rockdelux, donde se afirmaba que Surfin' Bichos no son Nirvana, son infinitamente mejores.
En 1993 se editó Family Álbum Vol.I, un miniálbum formado por versiones de canciones de otros artistas traducidas al castellano. Entre ellas estaban El paso de las lágrimas (As Tears Go By de The Rolling Stones), Aleluya ( Hallelujah de Leonard Cohen) o Jesucristo (Jesus Christ de Big Star).
Su cuarto álbum llegó un año más tarde bajo el título de El amigo de las tormentas, y fue su mayor aproximación a la música de Pixies y al noise pop español que por entonces estaba en plena expansión. Con José Manuel Mora y la compañera de Alfaro, Isabel León ya como miembros oficiales, el disco contaba con sencillos claros como Venados de sol a sol, Comida china y subfusiles o El final de una quimera, la que para muchos es la mejor canción de Surfin' Bichos y cuya letra de algún modo presagiaba el final del grupo. Destacaban asimismo el protagonismo de las guitarras eléctricas y los numerosos medios tiempos que anticipaban el sonido de sus posteriores proyectos.
Después de que RCA no promocionara el disco como hubiese deseado, Fernando Alfaro decidiría dejar el grupo, no sin ofrecer a sus compañeros seguir tocando bajo el nombre de Surfin' Bichos, a lo que éstos se negaron por respeto a Alfaro. Tras esta ruptura amistosa, Joaquín Pascual, Carlos Cuevas y José Manuel Mora formarían Mercromina en 1995 y unos meses más tarde, Fernando Alfaro se embarcaría en Chucho.

## Después de Surfin' Bichos
- 1996: Se edita la recopilación de canciones inéditas del grupo titulada El infierno B. Rarezas en el sello Limbo Starr, propiedad del mismo Alfaro.
- 2001: Hermanos carnales obtiene la posición n.º 5 entre «los mejores 50 discos españoles de los 90» elegidos por la revista Rockdelux.
- 2002: Se publica una biografía del grupo titulado Sermones en el desierto escrita por Jota Martínez Galiana para la editorial Avantpress.
- 2004: Rockdelux vuelve a destacar el disco Hermanos carnales, esta vez en el n.º 19 de «los mejores 100 discos españoles del siglo XX».
- 2006: Surfin' Bichos se reúnen para actuar en el festival Primavera Sound y posteriormente en varias ciudades españolas.
- 2006: El sello Subterfuge Records reedita todos sus trabajos añadiendo canciones inéditas en cada disco.
- 2007: Se edita un disco de homenaje al grupo titulado Family Álbum II en el que participan bandas como Lagartija Nick, Grupo de Expertos Solynieve, Swann, Tachenko, Hidrogenesse, e incluso los exitosos Amaral.
- 2008: Se estrena en el festival Abycine de Albacete el documental Buzos haciendo surf, dirigido por Rogelio Abraldes y producido por La Nube Studio. El documental es seleccionado en diversos festivales de cine, como InEdit en Barcelona.
- 2015: Surfin' Bichos se reúnen para actuar en el festival Contempopranea. Esa noche actuaron previamente Mercromina y Chucho. El festival tenía reservada la sorpresa de la reunión de la banda, que presentó, tras dichas actuaciones, con motivo del 20 aniversario del festival.

## La saga Surfin' Bichos
- Chucho: fue el grupo de Fernando Alfaro e Isabel León tras disolverse Surfin' Bichos. Se separaron en 2005 pero volvieron en 2013. Han publicado cinco álbumes: 78 (1997), Tejido de felicidad (1999), Los Diarios de Petróleo (2001), Koniec (2004) y Los años luz (2016).
- Mercromina: liderado por Joaquín Pascual junto al resto de integrantes de Surfin' Bichos excepto Alfaro. Se separaron en 2005 después de haber editado cinco álbumes: Acrobacia (1995), Hulahop (1997), Canciones de andar por casa (1999), Bingo (2002) y Desde la montaña más alta del mundo (2005).
- Is: es el grupo liderado por Isabel León respaldada por varios miembros de los diferentes proyectos de la saga. Grabaron un disco titulado Istochnikov (2004).
- Fernando Alfaro y los Alienistas: el proyecto de Alfaro después de la separación temporal de Chucho en 2005. En 2007 editaron Carnevisión.
- Travolta: la nueva banda de Joaquín Pascual y Carlos Cuevas tras la disolución de Mercromina. Su primer disco fue El efecto amor (2007), al cual le siguió Manual de Redención (2008).

## Discografía

### Álbumes oficiales
- La luz en tus entrañas (La Fábrica Magnética, 1989).
- Fotógrafo del cielo (Virus-RCA, 1991).
- Hermanos carnales (Virus-RCA, 1992).
- El amigo de las tormentas (Virus-RCA, 1993).
- Más Allá (Sonido Muchacho, 2023).

### Otros discos
- Primera cebolla sónica (maqueta de 1988).
- Surfin' Bichos (EP, Rabia Records, 1989).
- Gente abollada (EP, La Fábrica Magnética, 1989).
- Mi Hermano Carnal (EP, Virus-RCA, 1992).
- ¡Fuerte! (Maxi, Virus-RCA, 1992).
- Family Álbum I (Virus-RCA, 1993).
- El infierno B. Rarezas (BMG Ariola-RCA/Limbo Starr, 1996).